# Таємниця Едвіна Друда (фільм, 1980)
«Таємниця Едвіна Друда» — радянський телевізійний фільм-спектакль за однойменним незакінченим романом Чарльза Діккенса, поставлений режисером Олександром Орловим у 1980 році (4 серії). Виробництво Головної редакції літературно-драматичних програм Центрального телебачення СРСР.

## Сюжет
У Клостергем, невелике англійське місто, до регента місцевого церковного хору Джона Джаспера приїжджає Едвін Друд — його племінник, заручений з місцевою дівчиною Розою Буттон. У нього відбувається сварка з Невілом Ландлесом, закоханим в Розу. Через деякий час Едвін зникає. Останньою людиною, яка бачила Едвіна, виявився не хто інший, як Невіл. Його підозрюють у вбивстві суперника, затримують, але незабаром відпускають за недостатністю доказів. Опікун Рози Буттон — містер Грюджіус — домагається зустрічі з Джоном Джаспером і розповідає йому, що за спільною згодою Едвіна і Рози шлюб не повинен був відбутися. Молоді люди вирішили не поглиблювати своїх стосунків і розлучилися добрими друзями. Джаспер поспішає до Рози й зізнається у своєму давньому коханні до неї, а також підтверджує свою рішучість будь-що-будь довести вину Невіла у вбивстві його дорогого племінника. Знаючи, що каноник Кріспаркл переконаний в непричетності до цієї загадкової справи свого вихованця, Джон Джаспер сплів мережу з незаперечних доказів і збирається незабаром повторно звинуватити Невіла. У місті з'являється джентльмен, що відрекомендувався Диком Дечері. Незабаром з'ясовується, що він веде власне розслідування таємничого зникнення Едвіна Друда. Він підозрює Джона Джаспера. Упевненості в його здогадах додала зустріч зі старою, власницею притону курців опіуму, постійним відвідувачем якого, як виявилося, був Джаспер. Цією сценою обривається рукопис роману. Далі актори представляють можливі варіанти сюжету, висловлені в опублікованих після смерті письменника продовженнях роману і критичних статтях англійських літературознавців.

## У ролях
- Валентин Гафт —  Джон Джаспер, дядько і опікун Едвіна
- Авангард Леонтьєв —  Едвін Друд, племінник Джаспера
- Олена Коренєва —  Роза Буттон
- Анатолій Грачов —  Септімус Кріспаркл, вихователь Ландлесів
- Євген Весник —  містер Томас Сапсі
- Лев Дуров —  Дьордлс, майстер-каменяр
- Маргарита Терехова —  Єлена Ландлес
- Володимир Новіков —  Невіл Ландлес
- Алла Будницька —  міс Твінклтон
- Євдокія Урусова —  міс Тішер
- Семен Соколовський —  містер Сластігрох, опікун Ландлесів
- Ростислав Плятт —  містер Грюджіус, опікун Рози Буттон
- Сергій Юрський —  Дік Дечері
- Валентин Нікулін —  Баззард, клерк містера Грюджіуса
- Олександр Лазарев (молодший) —  хлопчисько
- Григорій Лямпе —  настоятель
- Наталія Гіцерот —  покоївка містера Сапсі
- Галина Кравченко —  місіс Кріспаркл
- Олександр Вігдоров —  візник Джо
- Всеволод Платов —  форейтор Том
- Дмитро Дорліак —  ювелір
- Микола Серебренников —  ліхтарник
- Андрій Дрознін —  клерк
- Галина Комарова —  покоївка Твінклтон
- С. Брегман —  стара
- Е. Дмитрієва —  місіс Топ, квартирна хазяйка
- Р. Дубинський —  офіціант

## Знімальна група
- Автори сценарію: Георгій Капралов,  Олександр Орлов
- Режисер-постановник:  Олександр Орлов
- Оператор-постановник:  Борис Лазарев
- Композитор: Едуард Артем'єв
- Художник-постановник: Ігор Морозов
- Режисер: І. Крупєніна
- Оператори: В. Наумов, В. Попков
- Звукорежисер: Л. Чиркова
- Асистент звукорежисера: Л. Соловйов
- Художник по костюмах: М. Савицька
- Художники-гримери: І. Самойлова, Н. Архипова, В. Крилова
- Художник по монтажу: О. Костинський
- Художник по світлу: Є. Андрєєва, Ю. Єрмілов
- Редактори: Н. Успенська, Б. Шварц
- Музичний редактор: М. Крутоярський
- Адміністратори: Е. Лойк, З. Дивавіна
- Директор: Микола Гладков